# خواکین سوسا
خواکین سوسا (انگلیسی: Joaquín Sosa؛ زادهٔ ۱۰ ژانویهٔ ۲۰۰۲) بازیکن فوتبال اهل اروگوئه است. وی همچنین در تیم‌های ملی فوتبال زیر ۱۵ و زیر ۱۷ سال اروگوئه بازی کرده‌است.

## دوران باشگاهی
سوسا فارغ‌التحصیل آکادمی جوانان باشگاه فوتبال ناسیونال اروگوئه است. او اولین بازی حرفه‌ای خود را برای این باشگاه در ۷ آوریل ۲۰۲۱، در بازی برگشت فینال پلی‌آف قهرمانی ۲۰۲۰ مقابل رنتیستاس انجام داد. چهار روز بعد، در ۱۱ آوریل، او با یک قرارداد قرضی طولانی مدت به باشگاه فوتبال رنتیستاس پیوست.
سوسا در فوریه ۲۰۲۲ با یک قرارداد قرضی یک فصل به باشگاه فوتبال لیورپول (مونته‌ویدئو) پیوست. در ۱۷ اوت ۲۰۲۲، سوسا با باشگاه فوتبال بولونیا در ایتالیا قرارداد امضا کرد.

## دوران ملی
او برای مسابقات قهرمانی زیر ۱۵ سال آمریکای جنوبی ۲۰۱۷ و قهرمانی زیر ۱۷ سال آمریکای جنوبی ۲۰۱۹ در تیم ملی حضور داشت.